# My Bitter End
My Bitter End ist eine US-amerikanische Deathcore-Band aus Middletown, New York. Der Stil der Band kann sowohl dem Metalcore als auch dem melodischen Deathcore zugeordnet werden. Außerdem lässt er sich am besten durch "Misery Signals meets Between the Buried and Me meets Through the Eyes of the Dead" beschreiben.

## Biographie
My Bitter End entstand ursprünglich aus der Asche der Band Forordained nach dem Abgang des Leadsängers. Die Mitglieder Mike, Todd, Shawn und Stretch waren seit 2000 als Band zusammen und sie war vollständig als der erste "My Bitter End"-Sänger Jesse Madre hinzustieß.
Das Debütalbum A Thin Line Between Heaven And Here wurde 2004 unter Innerstrength Records veröffentlicht.
2005 wurde Gründungsmitglied Jesse durch den heutigen Sänger Tyler Guida ersetzt. Außerdem kam der Gitarrist Andrew (Nachname unbekannt) hinzu. 
Kurze Zeit später jedoch wurde wiederum Gitarrist Andrew durch den heutigen A.J. Topkins ersetzt. Die Band erklärte es damals so: 
"Nicht kurz, nachdem wir etwas unternahmen, was einige 'eine epische Reise in den Abgrund des Unbekannten' nennen würden, nämlich eine Tour, in der wir Drachen ermordeten und Schlangen mit unseren Schwertern erstachen, ist Andrew ins Feuer gefallen, und wir waren leider wieder gezwungen nach einem neuen Krieger suchen zu müssen".
Diese Erklärung soll auf die damalige Situation der Band anspielen, Andrew jedoch starb nicht.
2007 erschien ihr zweites Album The Renovation unter Uprising Records.
Von 2008 bis 2011 waren My Bitter End nicht aktiv, da die Bandmitglieder andere Wege eingeschlagen haben, die nach eigenen Aussagen Vorrang vor der Band hatten: Bassist Shawn Jennings war damals in einer Computerfirma in Texas tätig, Sänger Tyler Guida hat sich der Deathcore/Grindcore-Band Dr. Acula angeschlossen, Schlagzeuger Michael Ranne wurde unter anderem in der Deathcore-Band We Are The Romans und bei Through the Eyes of the Dead tätig, Gitarrist A.J. Topkins schloss sich ebenfalls Through the Eyes of the Dead an, und Todd Ranne (E-Gitarre) zog nach Florida, um sich dort seiner beruflichen Karriere zu widmen. My Bitter End hatten sich während dieser Zeit jedoch nicht aufgelöst.
Im Sommer 2011 gab die Band bekannt, wieder aktiv werden und auf Tournee gehen zu wollen. Im Dezember 2011 wurde schließlich Tim Zlinsky als neuer Sänger vorgestellt. Er verließ die Band jedoch bereits im August 2012 wieder, worauf der ehemalige Sänger Tyler Guida zurückkam und seinen Abschied von Dr. Acula bekanntgab. Michael Ranne und Chris Henckel konzentrieren sich ebenfalls wieder auf My Bitter End. Seit Mitte 2012 laufen die Aufnahmen für eine neue EP.

## Diskographie
- 2004: A Thin Line Between Heaven And Here (Innerstrength Records)
- 2007: The Renovation (Uprising Records)